# Cmentarz wojenny nr 27 – Bączal

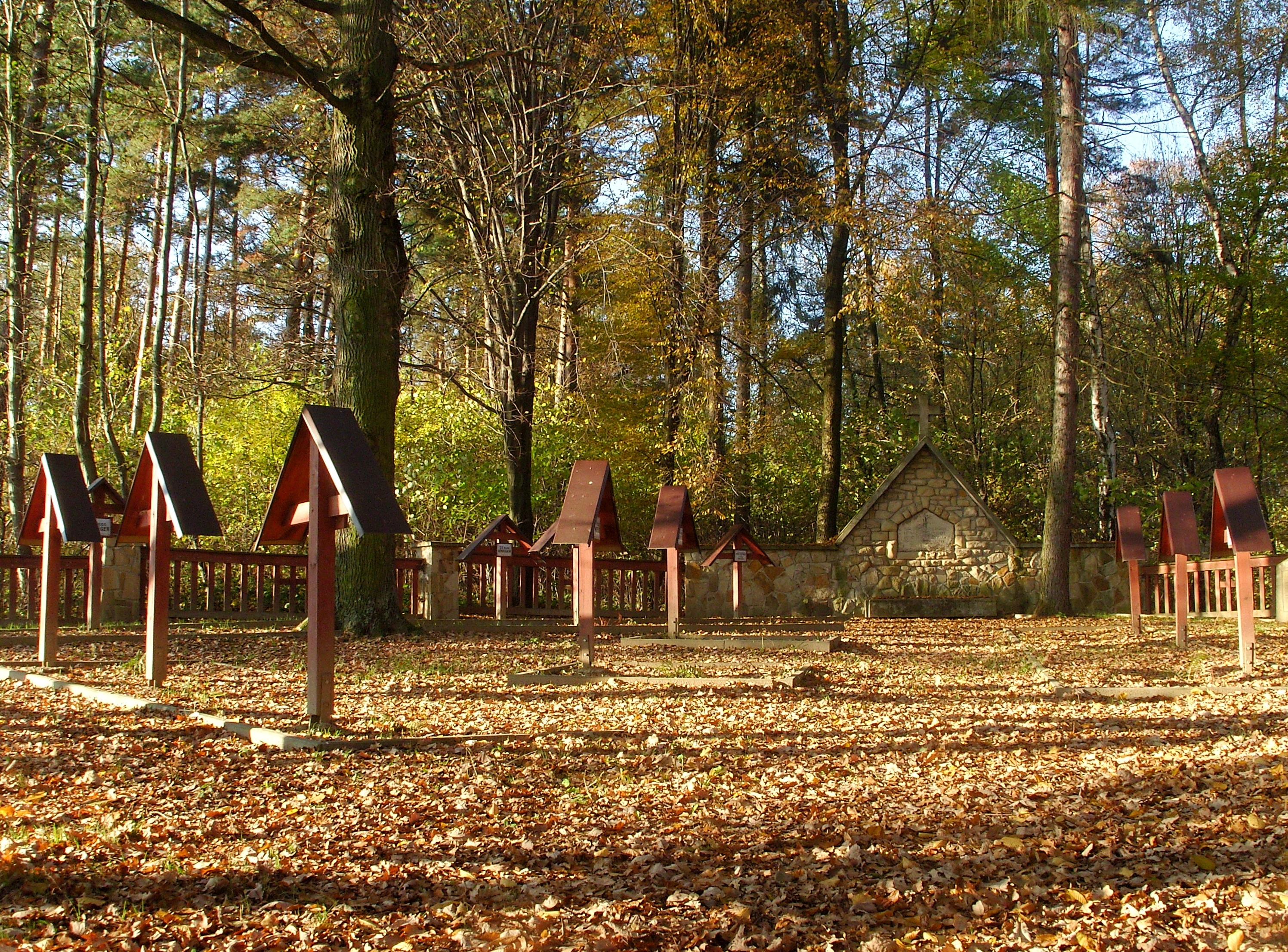
Jesienny cmentarz wojenny nr 27

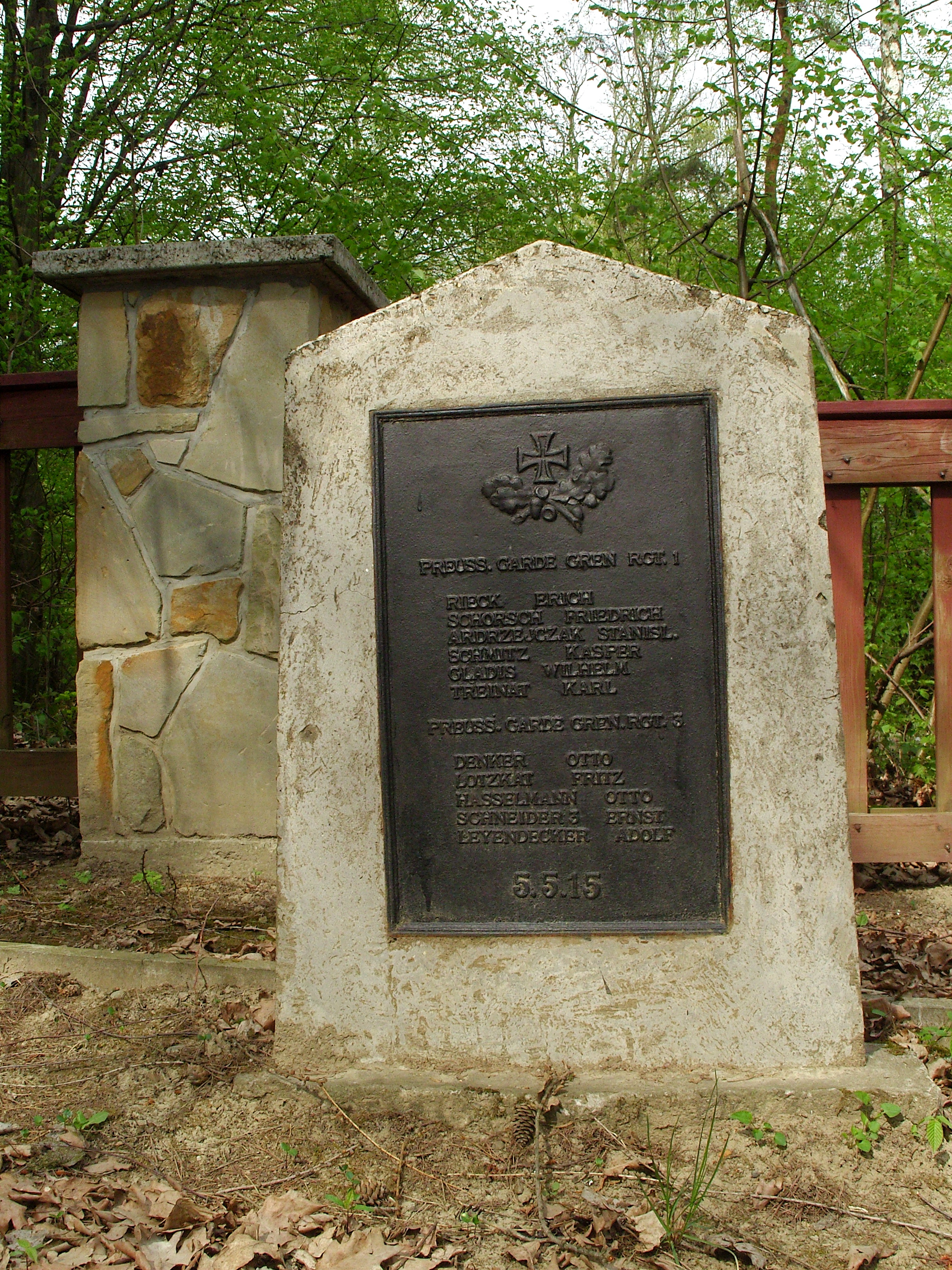
Austriacka stela nagrobna

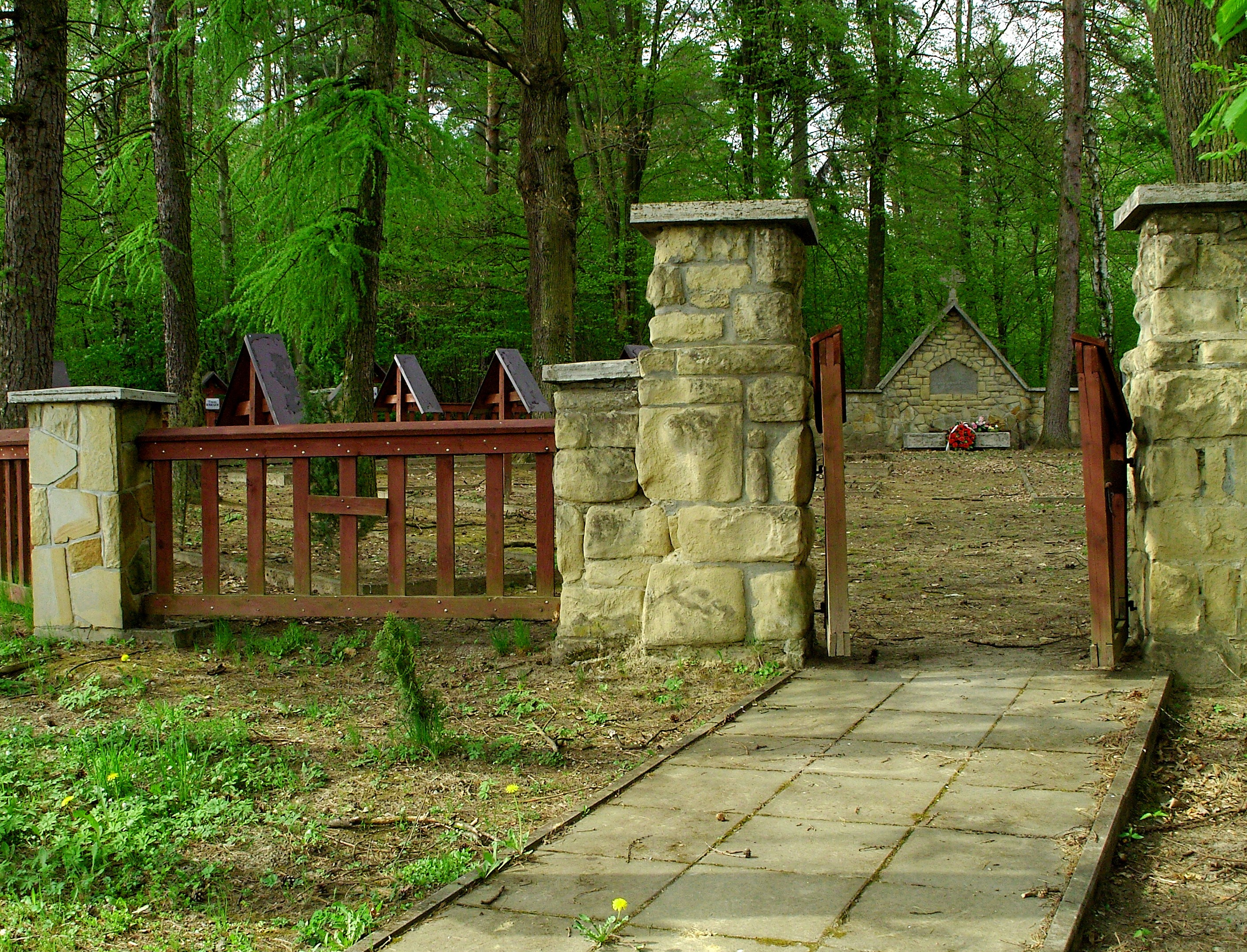
Historyczna bramka wejściowa na cmentarz wojenny nr 27

Cmentarz wojenny nr 27 – Bączal – zabytkowy wielonarodowościowy cmentarz wojenny z okresu I wojny światowej, znajdujący się na pograniczu wsi Bączal Dolny z Bączalem Górnym, a miejscowością Sławęcin w powiecie jasielskim województwa podkarpackiego. Wybudowany przez Oddział Grobów Wojennych C. i K. Komendantury Wojskowej w Krakowie w okręgu cmentarnym numer II Jasło. Obiekt usytuowany jest tuż pod zalesionym szczytem góry Babis.
Jest jedną z atrakcji szlaku turystycznego ATLAS, propagującego najciekawsze miejsca pogórzy karpackich.  

## Historia
Cmentarz utworzono podczas I wojny światowej na skraju lasu, najpewniej w latach 1916–1917 w kształcie nieregularnego wieloboku o powierzchni około 500 m² dopasowanego do rzeźby terenu. Pochowano na nim żołnierzy poległych w grudniu 1914 oraz w walkach na bagnety podczas przerwania frontu rosyjskiego w trakcie bitwy pod Gorlicami 5 maja 1915. Cmentarz zaprojektowany został przez wiedeńskiego architekta i inżyniera budowlanego, porucznika Johanna Jägera kierownika artystycznego założeń cmentarnych w okręgu jasielskim.

## Opis
Pochowano na nim łącznie 146 żołnierzy, wśród których znajduje się:
- 29 Niemców m.in. z: 1 i 3 Pułku Grenadierów i 3 Pułku Piechoty Gwardii,
- 25 Austriaków, z 56 Wadowickiego Pułku Piechoty oraz 26 Batalionu Strzelców Polowych z Mariboru,
- 92 Rosjan (wśród nich trzech rosyjskich oficerów, w tym jeden w stopniu kapitana).

Na terenie cmentarza znajduje się oryginalna, kamienna ściana pomnikowa zwieńczona krzyżem celtyckim z tablicą inskrypcyjną i kamienną ławą, zachowana w swoim pierwotnym kształcie brama wejściowa oraz dwie betonowe stele z żeliwnymi tablicami imiennymi.
Na pozostałych grobach podczas remontu w 2004 umieszczono drewniane stylizowane rumuńskie krzyże z blaszanymi daszkami. Cały cmentarz otoczony jest drewnianym parkanem wykonanym z odcinków balustrady przymocowanych do kamiennych słupów. Na jego terenie rosną duże, pomnikowe okazy dębów szypułkowych. Obiekt znajduje się w bardzo dobrym stanie technicznym.
Na tablicy inskrypcyjnej usytuowanej na ścianie pomnikowej wyryto napis w języku niemieckim:
Mit seines friedens Zauber der Wald, Uns mild umwelt,
die Wir im Kampf gefallen, wie Wir im Kampf gelegt.
który w polskim tłumaczeniu brzmi:
W swoim czarze pokoju las łagodnie otacza nas,
Którzyś my w boju polegli, tak jak w walce żyliśmy.
O obiekcie informują dwa słupki informacyjne z napisami w języku niemieckim i polskim, jeden ustawiony przy zjeździe z drogi krajowej nr 28 (Przemyśl-Wadowice) w miejscowości Skołyszyn – w dużej mierze zrekonstruowany w 2013. Drugi oryginalny, austriacki na skrzyżowaniu drogi powiatowej Bączal-Skołyszyn z droga gminną, około 600 metrów od cmentarza.

## Ciekawostki
- na cmentarzu wojennym spoczywają m.in. żołnierze z 56 Pułku Piechoty Austro-Węgier tzw. wadowickiego, w którym podczas bitwy gorlickiej walczył sierżant Karol Wojtyła[7] - ojciec Jana Pawła II; papieża w latach 1978–2005, a od 27 kwietnia 2014 świętego Kościoła katolickiego. Wg podania Karol Wojtyła senior miał wówczas widzenie, iż jego syn zostanie w przyszłości papieżem[8].
- uważa się, że cmentarz skrywa doczesne szczątki żołnierzy z 26 Batalionu Strzelców Polowych z Mariboru, poległych w grudniu 1914, jednakże literatura podaje, iż batalion ten został ponownie utworzony początkiem 1915
- w bezpośrednim sąsiedztwie ściany pomnikowej (po lewej) znajduje się jeden wspólny krzyż w formie austriackiej oznaczający mogiły dwóch przeciwnych armii - sytuacja taka jest niezmiernie rzadko spotykana na zachodniogalicyjskich nekropoliach wojennych.
- ścianę pomnikową wieńczy kamienny krzyż solarny znany plemionom słowiańskim i germańskim, który jest analogiczny do krzyża celtyckiego.